# Vallemaio
Vallemaio (innan 1932 Vallefredda) är en ort och kommun i provinsen Frosinone i regionen Lazio i Italien. Kommunen hade 924 invånare (2018).